# Andrzej Rusek
Andrzej Rusek (ur. 1958, zm. 20 kwietnia 2021) – polski basista. 

## Życiorys
Był samoukiem, karierę muzyczną rozpoczynał w latach 80. grając jazz z Pick Up Formation oraz występując w projektach Ireneusza Dudka (Shakin' Dudi, The Dudis). Był członkiem zespołu Button Hackers. Jako muzyk sesyjny współpracował z wieloma wykonawcami, m.in. z Grażyną Łobaszewską, Martyną Jakubowicz, Januszem Hryniewiczem, Ewą Bem, Andrzejem Zauchą, Haliną Frąckowiak, Zbigniewem Wodeckim oraz zespołami SBB, Young Power, Krzak, Cocotier.
W 1979 zagrał epizodyczną rolę w serialu Ród Gąsieniców. Zmarł w wieku 63 lat w wyniku powikłań spowodowanych przez COVID-19.

## Dyskografia
- Shakin' Dudi – Złota płyta (1985, Savitor)
- Pick Up Formation – Zakaz Fotografowania (1985, PolJazz)
- The Dudis – The DUDIs (1987, Pronit)
- Pick-Up – To Nie Jest Jazz (1989, Polskie Nagrania „Muza”)
- Grażyna Łobaszewska – Brzydcy (1989, Polskie Nagrania „Muza”)
- Martyna Jakubowicz – Patchwork (1991, Pomaton)
- Martyna Jakubowicz – Kołysz mnie (1992, Pomaton)
- SBB – Live 1993 (1994, Stuff)
- SBB – Live In America '94 (1994, Polskie Radio Katowice)
- Krzysztof Puma Piasecki – Wild Cats (2006, Polskie Radio Opole)
- Krzak –Live 1980 - 2007 (2007, Metal Mind Productionss)
- Krzak – Extrim (2008, Metal Mind Productions)
- Ludwik Konopko – Free Time (2016, Not On Label)[4]